# Kenwyne Jones
Kenwyne Joel Jones, född den 5 oktober 1984 i Point Fortin, är en trinidadisk före detta professionell fotbollsspelare som sist spelade för Atlanta United. Han spelade tidigare för bland annat Sunderland, Southampton, Stoke City och Sheffield Wednesday.
Jones debuterade i Trinidad och Tobagos landslag 2003 och representerade bland annat landet under VM 2006.
I augusti 2010 värvades Jones av Stoke City, media rapporterade om att Stoke fått betala åtta miljoner pund för Jones vilket gjorde honom till klubbens dyraste nyförvärv någonsin.